# Automat Moore’a
Automat Moore’a – automat, którego wyjście jest funkcją wyłącznie stanu wewnętrznego (por. automat Mealy’ego).

## Definicja formalna
Automat Moore’a jest to rodzaj deterministycznego automatu skończonego, reprezentowany przez uporządkowaną szóstkę:
{\displaystyle \langle Z,Q,Y,\Phi ,\Psi ,q_{0}\rangle ,}
gdzie:
{\displaystyle Z=\{z_{1},z_{2},\dots ,z_{n}\}} – zbiór sygnałów wejściowych,
{\displaystyle Q=\{q_{1},q_{2},\dots ,q_{n}\}} – zbiór stanów wewnętrznych,
{\displaystyle Y=\{y_{1},y_{2},\dots ,y_{n}\}} – zbiór sygnałów wyjściowych,
{\displaystyle \Phi } – funkcja przejść, {\displaystyle q(t+1)=\Phi [q(t),z(t)],}
{\displaystyle \Psi } – funkcja wyjść, {\displaystyle y(t)=\Psi [q(t)],} zależy tylko od stanu w którym znajduje się automat,
{\displaystyle q_{0}} – stan początkowy, należy do zbioru {\displaystyle Q.}
Automat Moore’a przedstawia się jako graf skierowany z wyróżnionym wierzchołkiem zwanym stanem początkowym. Podając sygnały na wejście automatu powodujemy zmianę bieżącego stanu i zwrócenie wartości przypisanej do stanu sprzed zmiany.

## Przykład automatu Moore’a
Poniżej przedstawiony został przykładowy graf automatu Moore’a. Automat ten realizuje funkcję „zamka szyfrowego”, akceptującego w stanie {\displaystyle q_{4}} kombinację określaną przez wyrażenie regularne {\displaystyle ((z_{2}z_{2}z_{1}+z_{2}z_{1})^{*}z_{1}z_{2})^{*}.}

## Synteza strukturalna
Synteza strukturalna automatu Moore’a ma na celu uzyskanie schematu logicznego. Składa się ona z pięciu etapów. Poszczególne etapy zostały przedstawione na przykładzie pokazanego wyżej grafu automatu.

### Etap I – kodowanie stanów, sygnałów i wyjść
Przypisuje się tu stanom {\displaystyle (q_{1},q_{2},\dots ,q_{n}),} sygnałom {\displaystyle (z_{1},z_{2},\dots ,z_{n})} i wyjściom {\displaystyle (y_{1},y_{2},\dots ,y_{n})} reprezentację w systemie binarnym:
- sygnały wejściowe: {\displaystyle z_{1}\to 0,z_{2}\to 1;}
- wyjścia automatu: {\displaystyle y_{1}\to 0,y_{2}\to 1;}
- stany wewnętrzne:

| stan | Q1 | Q2 | Q3 |
| ---- | -- | -- | -- |
| q0   | 0  | 0  | 0  |
| q1   | 0  | 0  | 1  |
| q2   | 0  | 1  | 0  |
| q3   | 0  | 1  | 1  |
| q4   | 1  | 0  | 0  |
| q5   | 1  | 0  | 1  |

### Etap II – budowa tablicy wzbudzeń przerzutników
W powyższym układzie użyte zostały trzy przerzutniki typu D (stany zapisane są na trzech bitach). Trzeba określić funkcje wejść przerzutników (D1, D2, D3) w zależności od przejść między stanami. Tabela przejść i wyjść automatu połączona z tabelą wzbudzeń przerzutników wygląda następująco:
| z | Q1 | Q2 | Q3 | Q1(t+1) | Q2(t+1) | Q3(t+1) | D1 | D2 | D3 |
| - | -- | -- | -- | ------- | ------- | ------- | -- | -- | -- |
| 0 | 0  | 0  | 0  | 0       | 1       | 1       | 0  | 1  | 1  |
| 0 | 0  | 0  | 1  | 0       | 0       | 0       | 0  | 0  | 0  |
| 0 | 0  | 1  | 0  | 0       | 0       | 0       | 0  | 0  | 0  |
| 0 | 0  | 1  | 1  | 1       | 0       | 1       | 1  | 0  | 1  |
| 0 | 1  | 0  | 0  | 0       | 1       | 1       | 0  | 1  | 1  |
| 0 | 1  | 0  | 1  | 1       | 0       | 1       | 1  | 0  | 1  |
| 1 | 0  | 0  | 0  | 0       | 0       | 1       | 0  | 0  | 1  |
| 1 | 0  | 0  | 1  | 0       | 1       | 0       | 0  | 1  | 0  |
| 1 | 0  | 1  | 0  | 1       | 0       | 1       | 1  | 0  | 1  |
| 1 | 0  | 1  | 1  | 1       | 0       | 0       | 1  | 0  | 0  |
| 1 | 1  | 0  | 0  | 0       | 0       | 1       | 0  | 0  | 1  |
| 1 | 1  | 0  | 1  | 1       | 0       | 1       | 1  | 0  | 1  |

Aby zrozumieć zasadę budowy tabeli, należy przynajmniej prześledzić tworzenie pierwszego wiersza: bit Q w następnym takcie zegara przechodzi w bit Q(t+1). W tablicy wzbudzeń sprawdza się wartość, którą należy podać na przerzutnik D. Przykładowo Q2=0 przechodzi w Q2(t+1)=1. Na wejście przerzutnika D2 trzeba więc podać 1.

### Etap III – odczyt funkcji wzbudzeń przerzutników
Ze zbudowanej w poprzednim etapie tablicy odczytuje się funkcje, które trzeba podać na wejścia odpowiednich przerzutników (przy określaniu funkcji nie bierze się już pod uwagę stanów {\displaystyle q(t+1)}):
- {\displaystyle D_{1}={\overline {z}}{\overline {Q_{1}}}Q_{2}Q_{3}+{\overline {z}}Q_{1}{\overline {Q_{2}}}Q_{3}+z{\overline {Q_{1}}}Q_{2}{\overline {Q_{3}}}+z{\overline {Q_{1}}}Q_{2}Q_{3}+zQ_{1}{\overline {Q_{2}}}Q_{3},}
- {\displaystyle D_{2}={\overline {z}}{\overline {Q_{1}}}{\overline {Q_{2}}}{\overline {Q_{3}}}+{\overline {z}}Q_{1}{\overline {Q_{2}}}{\overline {Q_{3}}}+z{\overline {Q_{1}}}{\overline {Q_{2}}}Q_{3},}
- {\displaystyle D_{3}={\overline {z}}{\overline {Q_{1}}}{\overline {Q_{2}}}{\overline {Q_{3}}}+{\overline {z}}{\overline {Q_{1}}}Q_{2}Q_{3}+{\overline {z}}Q_{1}{\overline {Q_{2}}}{\overline {Q_{3}}}+{\overline {z}}Q_{1}{\overline {Q_{2}}}Q_{3}+z{\overline {Q_{1}}}{\overline {Q_{2}}}{\overline {Q_{3}}}+z{\overline {Q_{1}}}Q_{2}{\overline {Q_{3}}}+zQ_{1}{\overline {Q_{2}}}{\overline {Q_{3}}}+zQ_{1}{\overline {Q_{2}}}Q_{3}.}

Po minimalizacji metodą siatek Karnaugh:
- {\displaystyle D_{1}={zQ}_{2}+{Q}_{2}{Q}_{3}+{Q}_{1}{Q}_{3},}
- {\displaystyle D_{2}={\overline {z}}{\overline {Q_{2}}}{\overline {Q_{3}}}+z{\overline {Q_{1}}}{\overline {Q_{2}}}Q_{3},}
- {\displaystyle D_{3}=Q_{1}+z{\overline {Q_{3}}}+{\overline {Q_{2}}}{\overline {Q_{3}}}+{\overline {z}}Q_{2}Q_{3}.}

### Etap IV – określenie funkcji wyjścia y
Wyjście {\displaystyle Y} może się zmieniać w zależności od stanu {\displaystyle Q,} w którym automat się znajduje. W tym przypadku {\displaystyle Y=1} dla automatu w stanie {\displaystyle Q=100.} Ponieważ funkcja wyjścia zwraca jeden bit, dlatego otrzymuje się jeden wzór bitu wyjścia automatu: {\displaystyle y=Q_{1}{\overline {Q_{2}}}{\overline {Q_{3}}}.} Wiadomo także, że automat nie posiada stanów dla {\displaystyle Q_{1}=1} i {\displaystyle Q_{2}=1,} dlatego można wzór uprościć do {\displaystyle y=Q_{1}{\overline {Q_{3}}}.}

### Etap V – schemat logiczny
Można teraz przystąpić do budowy schematu logicznego automatu Moore’a (została użyta optymalizacja zgodnie z twierdzeniem Boole’a, że suma logiczna argumentów jest równa negacji iloczynu logicznego zanegowanych argumentów, co pozwoliło na użycie wyłącznie bramek NAND):